# Лукаш Цингељ
Лукаш Цингељ (слч. Lukáš Cingeľ — Жилина, 6. октобар 1992) професионални је словачки хокејаш на леду који игра на позицијама крилног нападача.
Члан је сениорске репрезентације Словачке за коју је на међународној сцени дебитовао на светском првенству 2017. године.
Професионалну каријеру започео је 2012. играјући у прашком Леву у КХЛ лиги. Након две сезоне у Леву прелази у један од најпознатијих чешких клубова, Спарту из Прага, са којом је у сезони 2015/16. освојио друго место у првенству Чешке.